# داني ويتاكر
داني ويتاكر (بالإنجليزية: Danny Whitaker)‏ هو لاعب كرة قدم بريطاني في مركز الوسط، ولد في 14 نوفمبر 1980 في ويلمسلو في المملكة المتحدة. لعب مع أولدهام أثلتيك وبورت فايل وماكليسفيلد تاون ومانشستر يونايتد ونادي تشيسترفيلد.

## وصلات خارجية
- داني ويتاكر على موقع قاعدة بيانات كرة القدم.إي يو (الإنجليزية)
- داني ويتاكر على موقع Soccerbase.com (لاعب) (الإنجليزية)
- داني ويتاكر على موقع Soccerway.com (الإنجليزية)